# Metana
Metana (en grec: Μέθανα, Méthana) és una península del Peloponès (Grècia) situada al golf Sarònic, entre Egina i Trezè. Es tracta d'una formació volcànica connectada a la península Argòlica per un istme de 100 m d'amplada. La península, de 50 km², conforma una unitat municipal, que té uns 900 habitants i fa part del municipi de Trezè-Metana i, per tant, pertany a la unitat perifèrica d'Illes.
El punt més alt de la península, de forma cònica, és el puig Khelona (Χελώνα), de 740 m, i és de formació volcànica, com tota la península, en la qual la roca predominant és la traquita, d'origen volcànic. També hi ha fonts d'aigües sulfuroses, utilitzades a l'antiguitat amb finalitats medicinals.
La capital, Metana, té un petit port, que connecta amb Poros i també amb Egina. No obstant això, la principal via de comunicació és la carretera que travessa l'istme i que connecta amb Galatàs, Trezè i Epidaure.

## Història
A l'antiguitat, Metana (grec antic: Μεθάνα (dòric) o Μεθώνη (jònic); gentilici Μεθαναῖος, metaneu) constituí una polis que, en època clàssica, depenia de Trezè.
Durant la guerra del Peloponnès, l'any 425 aC, els atenesos la varen ocupar i la van fortificar, construint un mur a l'istme, per convertir-la en base naval. Després de la Pau de Nícies, es va integrar a la Lliga del Peloponnès, sota la influència d'Esparta. En època hel·lenística, era controlada pels Ptolemeus, que la varen reanomenar Arsínoe (Ἀρσινόη ἐν Πελοποννήσῳ).
Pausànias diu que a uns cinc quilòmetres de la ciutat hi havia una instal·lació de banys termals, i que diu que van aparèixer en temps d'Antígon II Gònates, cap al segle iii aC, després d'una violenta erupció volcànica. Estrabó també parla d'aquesta erupció, i diu que la mar bullia a una distància de gairebé un quilòmetre de terra ferma.
La ciutat era situada a la costa occidental, i ocupava una extensió d'unes 5-8 hectàrees. L'acròpoli era protegida per un mur perimetral amb torres quadrades que data del segle iv aC. Pausànias parla d'un temple d'Isis, i diu que a l'àgora hi havia estàtues d'Hermes i Hèracles.